# Brachiacantha
Brachiacantha  (лат.) — род божьих коровок из подсемейства Scymninae.

## Этимология
Научное название рода скомбинировано из слов: др.-греч. βραχύς — «короткий» и ἄκανθα — «шип», что связано с наличием короткого шипика на передних лапках.

## Распространение
Встречаются в Центральной Америке.

## Описание
Жуки длиной от двух до шести миллиметров. Передние лапки с коротким шипиком. Тело овальное, сильно выпуклое. Глаза синие, с зубчиком на переднем крае.

## Экология
Этих коровок можно наблюдать с апреля по октябрь (некоторые виды из штата Иллинойс).

## Развитие
Личинки двух видов рода являются мирмекофилами, обитая с представителями рода Lasius. Эти личинки хищничают на червецах, которые живут в муравейниках.

## Систематика
В составе рода 25 видов.
- Brachiacantha albifrons (Say)
- Brachiacantha decempustulata (Melsheimer, 1847)
- Brachiacantha dentipes (Fabricius)
- Brachiacantha quadripunctata Melsheimer
- Brachiacantha rotunda Gordon
- Brachiacantha ursina (Fabricius, 1787)
- Brachiacantha uteella Casey

## примечания
1. 1 2  Jorge Ismael Nestor-Arriola, Víctor Hugo Toledo-Hernández, Ángel Solís, Guillermo González, Jaroslav Větrovec. The Brachiacantha Dejean, 1837 (Coleoptera, Coccinellidae) of Central America (англ.) // ZooKeys. — 2021-03-16. — Vol. 1024. — P. 157–196. — ISSN 1313-2970. — doi:10.3897/zookeys.1024.56927.
2. ↑  (Montogomery and Goodrich 2002)